# Scotopteryx tenebrata
Scotopteryx tenebrata là một loài bướm đêm trong họ Geometridae.